# Pontogenia sagamiana
Pontogenia sagamiana är en ringmaskart som beskrevs av Imajima 2003. Pontogenia sagamiana ingår i släktet Pontogenia och familjen Aphroditidae. Inga underarter finns listade i Catalogue of Life.